# Євреї Литви
Євреї є національною меншиною у Литві. За переписом населення 2011 року в країні проживало 3050 євреїв, що становить 0,10 % населення. 

## Чисельність і частка
Кількість та питома вага євреїв за даними переписів населення за роками: 
|      | Чисельність | %    |
| 1959 | 24 672      | 0,90 |
| 1970 | 23 538      | 0,75 |
| 1979 | 14 644      | 0,43 |
| 1989 | 12 314      | 0,33 |
| 2001 | 4007        | 0,11 |
| 2011 | 3050        | 0.10 |

Чисельність євреїв у Литві за повітами:
|                       | 2001 | 2011 |
| --------------------- | ---- | ---- |
| Литва                 | 4007 | 3050 |
| Алітуський повіт      | 16   | 12   |
| Вільнюський повіт     | 2896 | 2205 |
| Каунаський повіт      | 457  | 335  |
| Клайпедський повіт    | 364  | 269  |
| Маріампольський район | 11   | 13   |
| Паневежиський повіт   | 27   | 29   |
| Тауразький повіт      | 10   | -    |
| Тельшяйський повіт    | 23   | 21   |
| Утенський повіт       | 46   | 46   |
| Шяуляйський повіт     | 157  | 118  |

Частка євреїв за повітами (у %):
|                       | 2001  | 2011  |
| --------------------- | ----- | ----- |
| Литва                 | 0.115 | 0,100 |
| Алітуський повіт      | 0,008 | 0,007 |
| Вільнюський повіт     | 0,340 | 0,272 |
| Каунаський повіт      | 0,065 | 0,055 |
| Клайпедський повіт    | 0.094 | 0,079 |
| Маріямпольський район | 0,005 | 0,008 |
| Паневежиський повіт   | 0,009 | 0,011 |
| Тауразький повіт      | 0,007 | -     |
| Тельшяйський повіт    | 0,012 | 0,013 |
| Утенський повіт       | 0,024 | 0,030 |
| Шяуляйський повіт     | 0,042 | 0,039 |